# تعقیب بزرگ (فیلم ۱۹۸۸)
«تعقیب بزرگ» (انگلیسی: The Big Heat (1988 film)) فیلمی در ژانر اکشن به کارگردانی جانی تو است که در سال ۱۹۸۸ منتشر شد.